# Rempek
Rempek is een bestuurslaag in het regentschap Noord-Lombok van de provincie West-Nusa Tenggara, Indonesië. Rempek telt 7538 inwoners (volkstelling 2010).